# 514
Het jaar 514 is het 14e jaar in de 6e eeuw volgens de christelijke jaartelling.

## Gebeurtenissen

### Italië
- Paus Hormisdas (r. 514-523) volgt Symmachus op als de 52e paus van Rome. Tijdens zijn pontificaat verenigt hij de oosterse en westerse kerken, die sinds 484 door een schisma (religieuze scheiding) zijn verdeeld.

## Overleden
- Aelle van Sussex, koning van de Zuid-Saksen (waarschijnlijke datum)
- 19 juli - Symmachus, paus van de Katholieke Kerk
- Macanisius, Iers geestelijke en heilige (waarschijnlijke datum)